# Ibiza-schandaal
Het Ibiza-schandaal, ook bekend als Ibiza-gate, is een politiek schandaal in Oostenrijk rond Heinz-Christian Strache, de voormalige vice-kanselier en de leider van de Vrijheidspartij van Oostenrijk (FPÖ), en Johann Gudenus, een vice-voorzitter van de partij.
Het schandaal kwam naar boven op 17 mei 2019 door de publicatie van een in het geheim opgenomen video van een bijeenkomst in Ibiza, Spanje, in juli 2017, waarin de politici Strache en Gudenus, toen nog in de oppositie, praten over slinkse praktijken en bedoelingen van hun partij. In de video lijken beide politici in te gaan op voorstellen van een vrouw die zich voordoet als de nicht van een Russische oligarch. De mogelijkheid wordt geboden de FPÖ positief in het nieuws te brengen in ruil voor overheidscontracten. Strache en Gudenus verwijzen ook naar corrupte politieke praktijken met vele andere rijke donors van de FPÖ in Europa en elders.
Strache zei in een reactie dat het ging om een privégesprek en dat hij zich wel degelijk aan de wet wilde houden. Hij noemde het desondanks "dom, onverantwoordelijk en fout" en besloot uit de regering te stappen.
Het schandaal veroorzaakte de val van de Oostenrijkse regering-Kurz I op 18 mei 2019 en de aankondiging van vervroegde verkiezingen.